# 팅클
팅클, TINKLE(일본어: てぃんくる TINKLE[*])은 일본의 2인조 남성 일러스트 써클(팀) 명칭이며, 본래 멤버 이름으로는, 하루카제 세츠나(일본어: はるかぜせつな 하루카제 세츠나[*])와 무비 아리스(일본어: 夢寐ありす 무비 아리스[*])이다.
하루카제 세츠나는 픽시브만 이용하고 있으며, 무비 아리스가 세츠나를 대신하여 트위터로 소식을 간간히 전달해주고 있다. 무비 아리스는 오래 전에 벨(일본어: ベル 벨[*])이라는 닉네임으로 활동한 적이 있었다.

## 라이트 노벨
- 천사의 3 P
- 로큐브!
- 마테리얼 고스트
- いもうとウエイトレス

## 게임
- Cafe Little Wish
- まじかる☆ている